# Cardana
Cardana è una frazione geografica del comune italiano di Besozzo posta a nordovest del centro abitato, in direzione di Baraggia.

## Storia
Fu un antico comune del Milanese.
Registrato agli atti del 1751 come un borgo di 274 abitanti, nel 1786 Cardana entrò per un quinquennio a far parte dell'effimera Provincia di Varese, per poi cambiare continuamente i riferimenti amministrativi nel 1791, nel 1798 e nel 1799. Alla proclamazione del Regno d'Italia nel 1805 risultava avere 358 abitanti. Nel 1809 si registrò la prima esperienza di unione con Besozzo su risultanza di un regio decreto di Napoleone, ma il Comune di Cardana fu poi ripristinato con il ritorno degli austriaci. L'abitato crebbe poi discretamente, tanto che nel 1853 risultò essere popolato da 518 anime, salite a 598 nel 1871. Dopo una leggera crescita demografica nella seconda metà del XIX secolo, la situazione si stabilizzò fino ai 647 residenti del 1921. Fu quindi il fascismo a riproporre nel 1927 l'antico modello napoleonico, stabilendo la definitiva annessione a Besozzo.

## Monumenti e luoghi di interesse
- Chiesa parrocchiale di San Martino, già esistente nel XIV secolo, venne riedificata nel XIX secolo.
- Chiesa di San Carlo, a Cardana Superiore, già chiesa e monastero di San Colombano già documentato nel XII e XIII secolo, poi soppresso dal cardinal san Carlo Borromeo nel 1574 ed assegnato ai beni dell'ex monastero di Sant'Alessandro di Besozzo. Verso la fine del XVII secolo l'antica chiesa di San Colombano venne ricostruita e dedicata a San Carlo[3].